# Вокруг Луны
«Вокру́г Луны́» (фр. Autour de la Lune) — научно-фантастический роман французского писателя Жюля Верна. Впервые опубликован в 1869 году в журнале «Journal des débats». Продолжает рассказ о полёте на Луну, начатый в романе «С Земли на Луну» (1865). Описаны приключения трёх путешественников (Импи Барбикен, капитан Николь и Мишель Ардан), облетевших Луну в снаряде, который был запущен из огромной космической пушки.

## История создания
Считается, что Жюль Верн черпал информацию для романа из научно-популярных сочинений Амеде Гиймена.
Роман публиковался с 4 ноября по 8 декабря 1869 года в журнале «Journal des débats». Книгой роман вышел из печати от издательства Этцеля 13 января 1870 года. 16 сентября 1872 года издан роман с иллюстрациями Альфонса де Нёвиля и Эмиля Байяра.

## Сюжет

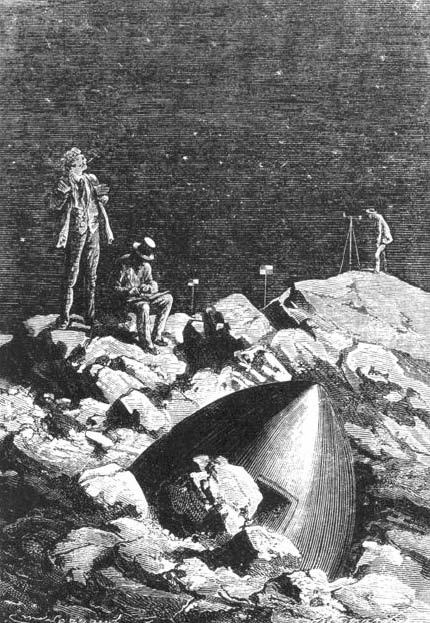
Иллюстрация Альфонса де Нёвиля и Эмиля Байяра

После выстрела снаряд вместе с тремя пассажирами начинает пятидневное путешествие на Луну. Через несколько минут после начала полёта в нескольких сотнях ярдов от них проходит небольшой яркий метеор, но к счастью, не сталкивается со снарядом. Метеор благодаря силе притяжения Земли стал её второй Луной. Как выясняется позже, гравитационная сила этого спутника заставила снаряд отклониться от своего курса, направив его на орбиту вокруг Луны. По мере приближения к своей цели герои начинают селенографические наблюдения с биноклем.
Вскоре снаряд попадает на ночную сторону Луны и погружается в холод. Далее в южном полушарии герои наблюдают за величественными вулканами и долинами. Путешественники делают вывод, что сейчас Луна необитаема, но раньше её населяли существа, возможно, похожие на людей. Позднее снаряд начинает медленно двигаться в сторону от Луны, к «мёртвой точке» (месту, в котором гравитационное притяжение Луны и Земли равны). Снаряд начинает падать на Землю с расстояния в 160 000 миль, и он должен столкнуться с Землёй со скоростью, равной той, которая была отмечена при вылете из пушки.
Четырьмя днями позже экипаж судна ВМС США «Susquehanna» наблюдает очень яркий болид, с оглушительным шумом обрушившийся в океан. Этим болидом оказывается тот самый снаряд. После падения он всплыл на поверхность и через несколько дней поисков герои были спасены.

## Переводы
Вскоре после выхода романа появился русский перевод Марко Вовчок, который остаётся единственным (лишь в 1992 и 1997 годах он был издан под редакцией М. Вахтеровой).